# 특별한 날
《특별한 날》(이탈리아어: Una giornata particolare)은 1977년 개봉한 이탈리아의 드라마 영화이다. 에토레 스콜라가 감독과 공동각본을 맡았다. 1977 골든 글로브 외국어 영화상 수상작이다.

## 출연

### 주연
- 소피아 로렌
- 마르첼로 마스트로야니

### 조연
- 존 버논

## 기타
- 미술: 루시아노 리체리
- 의상: 엔리코 사바티니